# Sclerolaena glabra
Sclerolaena glabra là loài thực vật có hoa thuộc họ Dền. Loài này được (F. Muell.) Domin miêu tả khoa học đầu tiên năm 1921.